# Młodzieżowe Mistrzostwa Polski w Lekkoatletyce 2015
32. Młodzieżowe Mistrzostwa Polski w Lekkoatletyce – zawody lekkoatletyczne dla sportowców do lat 23 organizowane pod egidą Polskiego Związku Lekkiej Atletyki, które odbywały się od 5 do 6 września 2015 w Białymstoku.

## Rezultaty

### Mężczyźni
| Konkurencja:                    | 1. miejsce                                                                       | Rezultat    | 2. miejsce                                                                             | Rezultat    | 3. miejsce                                                                  | Rezultat    |
| Bieg na 100 m                   | Przemysław Słowikowski WKS Flota Gdynia                                          | 10,63       | Dominik Kopeć KS Agros Zamość                                                          | 10,71       | Maciej Brzeziński KS AZS AWF Kraków                                         | 10,72       |
| Bieg na 200 m                   | Karol Zalewski KS AZS UWM Olsztyn                                                | 21,30       | Przemysław Słowikowski WKS Flota Gdynia                                                | 21,68       | Dominik Staśkiewicz STS Pomerania Szczecinek                                | 21,99       |
| Bieg na 400 m                   | Rafał Smoleń OŚ AZS Poznań                                                       | 47,70       | Kajetan Duszyński AZS Łódź                                                             | 47,73       | Bartłomiej Chojnowski WKS Śląsk Wrocław                                     | 47,84       |
| Bieg na 800 m                   | Karol Konieczny CWZS Zawisza Bydgoszcz                                           | 1:50,85     | Michał Rozmys UKS Barnim Goleniów                                                      | 1:50,88     | Michał Kanpik RKS Łódź                                                      | 1:52,03     |
| Bieg na 1500 m                  | Mateusz Wyszomirski OKS Start Otwock                                             | 3:57,15     | Damian Rudnik MKS Chojniczanka                                                         | 3:57,77     | Paweł Pankratow MKS Hermes Gryfino                                          | 3:58,01     |
| Bieg na 5000 m                  | Mateusz Wyszomirski OKS Start Otwock                                             | 14:16,55 PB | Sebastian Nowicki SL Olimpia Poznań                                                    | 14:18,31 PB | Andrzej Rogiewicz LKS Zantyr Sztum                                          | 14:18,54 PB |
| Bieg na 3000 m przez przeszkody | Andrzej Rogiewicz LKS Zantyr Sztum                                               | 9:08,17     | Piotr Piotrowski LUKS MGOKSiR Korfantów                                                | 9:09,80     | Damian Gałkowski AZS-AWFiS Gdańsk                                           | 9:26,02     |
| Bieg na 110 m przez płotki      | Dominik Staśkiewicz STS Pomerania Szczecinek                                     | 14,41       | Jakub Juniewicz STS Pomerania Szczecinek                                               | 14,45       | Kacper Schubert CWZS Zawisza Bydgoszcz                                      | 14,56       |
| Bieg na 400 m przez płotki      | Patryk Dobek SKLA Sopot                                                          | 51,28       | Piotr Szewczyk RLTL ZTE Radom                                                          | 52,19       | Bartłomiej Czajkowski UKS Młodzik Warszawa                                  | 52,21       |
| Sztafeta 4 × 100 m              | AZS-AWF Kraków Paweł Sarnecki Piotr Mitka Arnold Zdebiak Maciej Brzeziński       | 41,60       | CWZS Zawisza Bydgoszcz Adam Karczewski Tomasz Kluczyński Kacper Schubert Kamil Frączek | 42,02       | KS Agros Zamość Szymon Rajtak Oktawian Kawka Michał Jakóbczyk Dominik Kopeć | 42,20       |
| Sztafeta 4 × 400 m              | KS AZS AWF Wrocław Paweł Malski Tomasz Sieradzan Mateusz Kozłowski Kacper Chłond | 3:16,19     | OŚ AZS Poznań Bartosz Lewandowski Rafał Miaskowski Michał Klupp Rafał Smoleń           | 3:19,35     | AZS Łódź Rafał Kubiak Natan Buch Mateusz Wiśniewski Kajetan Duszyński       | 3:19,96     |
| Skok w dal                      | Szymon Lubański RKS Skra Warszawa                                                | 7,64 PB     | Krzysztof Dudek TL Pogoń Ruda Śląska                                                   | 7,27        | Michał Kosior MKL Szczecin                                                  | 7,17        |
| Trójskok                        | Emil Faraj RKS Skra Warszawa                                                     | 15,06 SB    | Sławomir Glapiński AZS-AWF Warszawa                                                    | 15,05       | Jan Kulmaczewski UKS Misiaczki Pruszków                                     | 14,99       |
| Skok wzwyż                      | Maciej Kiendzierski MKLA Łęczyca                                                 | 2,19 PB     | Mariusz Baszczyński UKS Orkan Środa Wlkp                                               | 2,16 SB     | Bartłomiej Bedeniczuk KS AZS-AWF Biała Podlaska                             | 2,08 PB     |
| Skok o tyczce                   | Karol Pawlik CWZS Zawisza Bydgoszcz                                              | 5,00        | Mateusz Jerzy CWZS Zawisza Bydgoszcz                                                   | 4,80        | Filip Cybulski SL Olimpia Poznań                                            | 4,60 =SB    |
| Pchnięcie kulą                  | Andrzej Regin PKS Gwardia Szczytno                                               | 18,96       | Krzysztof Brzozowski MKS-MOS Płomień Sosnowiec                                         | 18,81       | Jan Parol WLKS Iganie Nowe                                                  | 18,41       |
| Rzut dyskiem                    | Damian Kamiński AZS-AWF Warszawa                                                 | 56,81       | Paweł Pasiński MKL Toruń                                                               | 55,38       | Wojciech Praczyk WKS Śląsk Wrocław                                          | 55,25       |
| Rzut młotem                     | Arkadiusz Rogowski RKS Skra Warszawa                                             | 71,34 PB    | Rafał Ciszewski AZS KU Politechniki Opolskiej                                          | 63,56 PB    | Sebastian Janusz LKS Stal Mielec                                            | 63,25 PB    |
| Rzut oszczepem                  | Kacper Oleszczuk KS Polonia Pasłęk                                               | 73,18       | Mateusz Kwaśniewski ULKS Uczniak Szprotawa                                             | 71,35       | Wojciech Ćwik KS AZS UWM Olsztyn                                            | 65,42       |

### Kobiety
| Konkurencja:                  | 1. miejsce                                                                                       | Rezultat    | 2. miejsce                                                                                | Rezultat    | 3. miejsce                                                                           | Rezultat    |
| Bieg na 100 m                 | Katarzyna Sokólska UKS 19 Bojary Białystok                                                       | 11,85       | Katarzyna Ciba OŚ AZS Poznań                                                              | 11,88       | Agata Forkasiewicz KS AZS AWF Wrocław                                                | 11,89       |
| Bieg na 200 m                 | Martyna Dąbrowska UKS 19 Bojary Białystok                                                        | 24,14       | Patrycja Wyciszkiewicz SL Olimpia Poznań                                                  | 24,21       | Agata Forkasiewicz KS AZS AWF Wrocław                                                | 24,22       |
| Bieg na 400 m                 | Patrycja Wyciszkiewicz SL Olimpia Poznań                                                         | 52,32       | Dominika Muraszewska AZS-AWF Warszawa                                                     | 53,67 PB    | Martyna Dąbrowska UKS 19 Bojary Białystok                                            | 54,41       |
| Bieg na 800 m                 | Sofia Ennaoui LKS Lubusz Słubice                                                                 | 2:05,57     | Syntia Ellward WKS Flota Gdynia                                                           | 2:06,40     | Weronika Wyka AZS-AWF Warszawa                                                       | 2:07,77     |
| Bieg na 1500 m                | Sofia Ennaoui LKS Lubusz Słubice                                                                 | 4:32,14     | Syntia Ellward WKS Flota Gdynia                                                           | 4:34,11     | Martyna Galant OŚ AZS Poznań                                                         | 4:35,54     |
| Bieg na 5000 m                | Katarzyna Rutkowska KS Podlasie Białystok                                                        | 17:05,52 PB | Amelia Czerwińska KS Warszawianka                                                         | 17:14,56 PB | Paulina Pawłowska AZS UMCS Lublin                                                    | 17:16,50    |
| Bieg na 100 m przez płotki    | Nina Nycz AZS-AWF Warszawa                                                                       | 13,86       | Magdalena Sochoń KS Warszawianka                                                          | 14,21       | Marlena Morton CWZS Zawisza Bydgoszcz                                                | 14,30       |
| Bieg na 400 m przez płotki    | Agnieszka Karczmarczyk AZS-AWFiS Gdańsk                                                          | 57,81 PB    | Paulina Mamrot UKS 55 Łódź                                                                | 59,91 SB    | Małgorzata Curyło KS AZS AWF Wrocław                                                 | 61,21       |
| Bieg na 3000 m z przeszkodami | Amelia Czerwińska KS Warszawianka                                                                | 10:38,98 PB | Joanna Trefenko LKS Jantar Ustka                                                          | 10:42,47    | Ewelina Gawlak LKS Pszczyna                                                          | 10:44,09 PB |
| Sztafeta 4 × 100 m            | UKS 19 Bojary Białystok Aneta Szydłowska Martyna Dąbrowska Katarzyna Sokólska Sylwia Kasjanowicz | 45,86       | KS Podlasie Białystok Karolina Markiewicz Paulina Kajewska Monika Dmochowska Ewa Korniluk | 47,14       | KS AZS AWF Wrocław Ewa Mak Anna Pałys Agata Forkasiewicz Joanna Kuryło               | 47,54       |
| Sztafeta 4 × 400 m            | AZS-AWFiS Gdańsk Klaudia Gołąbek Martyna Kuźnicka Aleksandra Maliszewska Agnieszka Karczmarczyk  | 3:41,96 SB  | AZS AWF Wrocław Zofia Wróblewska Anna Pałys Ewa Mak Małgorzata Curyło                     | 3:42,69 SB  | AZS AWF Warszawa Ewa Kotwica Weronika Wyka Karolina Grzegorczyk Dominika Maruszewska | 3:47,53 SB  |
| Skok w dal                    | Ewa Korniluk KS Podlasie Białystok                                                               | 6,29 PB     | Karolina Markiewicz KS Podlasie Białystok                                                 | 6,22 PB     | Katarzyna Wróbel KS AZS AWF Wrocław                                                  | 6,09        |
| Trójskok                      | Dorota Skiba CWKS Resovia Rzeszów                                                                | 12,68 PB    | Agnieszka Kozłowska KS AZS AWF Kraków                                                     | 12,62       | Karolina Markiewicz KS Podlasie Białystok                                            | 12,53       |
| Skok wzwyż                    | Justyna Konior KS AZS AWF Kraków                                                                 | 1,79        | Małgorzata Abramiuk OSOT Szczecin                                                         | 1,75 PB     | Aneta Rydz RLTL ZTE Radom                                                            | 1,75        |
| Skok o tyczce                 | Justyna Śmietanka AZS-AWF Warszawa                                                               | 3,90        | Paulina Hnida KS AZS AWF Wrocław                                                          | 3,90 SB     | Katarzyna Cerbińska KS AZS AWF Wrocław                                               | 3,70        |
| Pchnięcie kulą                | Anna Wloka LUKS Podium Kup                                                                       | 15,97       | Angelika Kalinowska MKS-MOS Płomień Sosnowiec                                             | 15,84       | Monika Nowak KS AZS AWF Kraków                                                       | 13,90 SB    |
| Rzut dyskiem                  | Lidia Augustyniak OŚ AZS Poznań                                                                  | 55,67 PB    | Katarzyna Moś WKS Śląsk Wrocław                                                           | 55,39       | Daria Zabawska KS Podlasie Białystok                                                 | 54,94       |
| Rzut młotem                   | Malwina Kopron OŚ AZS Poznań                                                                     | 68,57       | Sandra Malinowska KS Podlasie Białystok                                                   | 61,61 PB    | Aleksandra Kokowska TS AKS Chorzów                                                   | 56,63       |
| Rzut oszczepem                | Marcelina Witek SKLA Sopot                                                                       | 53,55       | Agnieszka Grubba AZS-AWFiS Gdańsk                                                         | 48,90 PB    | Malwina Kopron OŚ AZS Poznań                                                         | 48,43 SB    |